# Phare de Myrina
Le phare de Myrina, également appelé phare de Kastro (autre nom de la ville) est situé sur les remparts du château de Myrina, sur l'île de Lemnos en Grèce. Il est achevé en 1912. Il est inactif et a peut-être été détruit.

## Caractéristiques
Le phare est (était?) une tour cylindrique en pierre de 5 mètres de haut dont la lanterne est blanche tandis que le dôme de la lanterne est de couleur verte. La balise moderne est installée sur une structure en béton, à une hauteur de 83 m au-dessus de la mer.

## Codes internationaux
- ARLHS[3] : GRE-103
- NGA : 20068
- Admiralty[4] : E 4690

## Source
(en) [PDF] List of lights radio aids and fog signals - 2011 - The west coasts of Europe and Africa, the mediterranean sea, black sea an Azovskoye more (sea of Azov) (la liste des phares de l'Europe, selon la National Geospatial - Intelligence Agency)- Version 2011 - National Geospatial - Intelligence Agency - p. 297

## Lien connexe
Lemnos